# 이 죽일 놈의 우정
《이 죽일 놈의 우정》(영어: The Climb)은 2019년 개봉한 미국의 코미디 영화이다. 마이클 코비노와 카일 마빈 콤비가 제작했다. 2019년 칸 영화제 주목할 만한 시선 초청작이다.

## 줄거리
영화는 7개의 장으로 나뉘어, 오랜 우정을 이어온 두 남자 마이크와 카일의 관계를 다룬다. 이야기는 마이크가 카일의 약혼녀와 바람을 피웠다고 고백하며 시작된다. 분노한 카일과 달리, 마이크는 교통사고에 휘말려 병원에 입원하고, 그곳에서 카일의 약혼녀는 여전히 그를 사랑한다고 말한다. 결국 그녀는 마이크와 결혼하지만, 결혼 직후 갑작스럽게 사망한다. 장례식장에서 마이크는 괴로워하고, 카일은 그런 마이크를 위로하지만 여전히 화가 난 상태다.
시간이 흘러 카일은 예전 여자친구 마리사와 재회하고 결혼을 약속한다. 카일의 가족과 추수감사절을 함께 보내던 중, 카일은 가족에게 마이크를 크리스마스 파티에 초대했다는 소식을 듣는다. 마이크는 알코올 중독에 빠져 비참한 모습으로 나타나고, 카일의 어머니는 그에게 카일에게 사과하고 정신 차리라고 충고한다.
카일은 마이크를 새해 스키 여행에 초대하지만, 마이크는 사고로 팔이 부러진다. 마리사는 마이크가 카일에게 부정적인 영향을 준다고 여기며 둘의 관계를 끊으라고 강요한다. 하지만 마이크는 술에 취한 상태에서 마리사에게 키스하려 하고, 마리사는 일부러 그에게 순응하며 이 사실을 카일이 알게 되기를 바라며 두 사람의 관계를 망치려 한다.
카일의 결혼을 앞두고 마이크는 카일에게 마리사와 잤다고 거짓말한다. 카일은 더 이상 신경 쓰지 않으며 자신을 아껴주는 사람과 함께하고 싶다고 말하고, 마이크는 오히려 마리사가 카일을 진정으로 아끼는 것이 아니라 자신이 원하는 모습으로 바꾸려 한다고 비판하며 그와의 관계를 끝내려고 한다. 얼마 후 카일은 얼음 호수에 빠지지만 마이크의 도움으로 구조된다.
마이크와 연락을 끊은 카일은 마리사와 결혼하지만 마이크는 결혼식에 난입하여 둘의 결혼을 방해하고, 이 과정에서 마리사가 임신했다는 사실이 밝혀진다. 신부는 아이 때문에 결혼하는 것을 우려하여 두 사람의 결혼을 거부하고 아이를 낳은 후 다시 결혼을 생각하라고 조언한다.
시간이 흘러 마이크는 자전거 가게에서 일하고, 카일과 마리사는 이혼했다. 카일은 아들과 가까이 살며 마이크와도 다시 친구 관계를 유지한다. 영화는 세 사람이 함께 자전거를 타는 장면으로 끝맺는다. 마이크는 카일의 아들에게 자전거 타는 것을 가르쳐주며 영화는 마무리된다.

## 출연진
- 마이클 코비노 - 마이크
- 카일 마빈 - 카일
- 게일 랭킨 - 머리사
- 쥐디트 고드레슈 - 에이바
- 탈리아 발삼 - 수지
- 조지 웬트 - 짐
- 다니엘라 코비노 - 다니